# Yamato (1887)
El Yamato (大和?) fue el segundo de los buques de la Clase Katsuragi de los inicios de la Armada Imperial Japonesa. Su nombre fue posteriormente utilizado para el líder de la clase de acorazados más grandes jamás construidos, el Yamato.

## Historial
El Yamato fue el único buque de su clase en ser construido en Kobe, ya que los otros dos, Katsuragi y Musashi lo fueron en Yokosuka. Su diseño contaba con proa recta, y una nueva disposición de los cañones principales, que permitían su empleo tanto hacia proa como por las bandas. 
En 1898 fue destinado como buque de defensa costera. En 1900 experimentó una puesta al día, retirándose el velamen de sus tres palos, ampliando el armamento y sustituyendo los tubos lanzatorpedos de 381 mm por otros de 457 mm. En 1907 su armamento fue nuevamente modificado, al tiempo que su clasificación cambiaba, pasando a ser retirado como unidad militar y convertido en buque de investigación hidrográfica. 
En 1935 cesó en esa labor y fue finalmente retirado del listado naval. Resultó hundido durante un tifón en 1945, siendo reflotado y desguazado 5 años después.